# Diethard Könke
Diethard Könke (* 26. Juli 1935 in Riesenburg; † 17. August 2008 in München) war ein deutscher Bauingenieur, Professor für Baumechanik und Baustatik und Vizepräsident der Universität der Bundeswehr München.

## Leben
Nach seinem Abitur am mathematisch-naturwissenschaftlichen Gymnasium in Mönchengladbach studierte Diethard Könke ab dem Wintersemester 1956/1957 Bauingenieurwesen an der Technischen Hochschule Hannover. In dieser Zeit wurde er Mitglied der Hannoverschen Burschenschaft Arminia und war zeitweilig Mitglied und 1. Vorsitzender der Fachgruppe Bauingenieurwesen im Verband Deutscher Studentenschaften. Nach Abschluss seines Hauptexamens 1962 nahm Könke eine Tätigkeit als wissenschaftlicher Mitarbeiter am Lehrstuhl für Statik der Technischen Hochschule Hannover unter Alf Pflüger auf. Nach Ernennung Pflügers zum Rektor der Hochschule übernahm Könke die Aufgabe des Rektoratsassistenten.
Im November 1974 erfolgte die Promotion zum Dr.-Ing. mit dem Thema Zur Statik der Kreisplatte mit sehr großen Verformungen.
Die neu gegründete Universität der Bundeswehr München berief Diethard Könke 1975 zum Professor für Baumechanik und Baustatik an die Fakultät für Bauingenieur- und Vermessungswesen. Dort beteiligte es sich maßgeblich am Auf- und Ausbau der Bundeswehruniversität und seines Fachbereichs, unter anderem durch die Schaffung eines Modells für Kapazitätsentwicklung der Hochschule und die Einrichtung einer Urschriftenstelle, in der Ordnungen und Regularien aller Fakultäten zusammengefasst wurden.
Könke baute im Rahmen seiner Forschungs- und Lehrtätigkeit das Labor für Ingenieurinformatik mit dem Ziel auf, numerische Simulationsverfahren im Bereich der Strukturmechanik zu entwickeln. Weiterhin gründete er 1993 an seiner Universität das Institut für Technik intelligenter Systeme (ITIS).
In den frühen 1990er Jahren war Diethard Könke Prodekan und von 1995 bis 1996 Dekan seiner Fakultät. 1997 bis 1998 vertrat er die Universität der Bundeswehr in München als Vizepräsident.
Nach seiner Emeritierung im Jahr 2000 blieb Könke der Universität und seinem Institut in beratender Tätigkeit erhalten. Er starb am 17. August 2008 in München.

## Auszeichnungen
- Verdienstkreuz am Bande des Verdienstordens der Bundesrepublik Deutschland
- Nach ihm benannter Forschungspreis in Memoriam Prof. Könke[6]

## Veröffentlichungen (Auswahl)
- Die Statik der Kreisplatte mit sehr grossen Verformungen; Hannover: Inst. f. Statik d. Techn. Univ., 1974
- Studienführer für den Hochschulstudiengang Bauingenieurwesen; Neubiberg: Hochsch. d. Bundeswehr, Fachbereich Bauingenieur- u. Vermessungswesen, 1980, 5. Aufl.
- Terrain management systems; Munich: Federal Armed Forces Univ., 1991

Hinzu kommen etliche Buchbeiträge, Veröffentlichungen in Zeitschriften und Tagungsbeiträge.